# Boneca de Piche (canção)
Boneca de Piche (na grafia original, Boneca de Pixe) é uma canção de Ary Barroso e Luiz Iglezias, gravada em 31 de agosto de 1938 por Carmen Miranda, com a participação de Almirante. Foi lançada em disco, juntamente com outra canção de Barroso, "Escrevi um bilhetinho", pela Odeon Records.
Esta foi a 14ª canção interpretada por Carmen Miranda mais tocada de julho de 2010 a março de 2015, segundo levantamento feito pelo ECAD.
A canção seria interpretada por Carmen Miranda e Almirante no filme musical Banana da Terra (1939), de Wallace Downey, juntamente com outra canção de Ary Barroso, "Na Baixa do Sapateiro". Barroso, às vésperas da filmagem, com tudo preparado, exigiu dez contos de réis de direitos autorais, o que gerou problemas com a Sonofilms, de Downey. Sem acordo entre as partes, foi necessário providenciar duas novas músicas para o filme: "O Que É que a Baiana Tem?" de Dorival Caymmi e "Pirolito", de Alberto Ribeiro e João de Barro — também roteirista do filme.

## Na cultura popular
A canção é apresentada no filme Meus Amores no Rio de 1958, por Susana Freyre e Jardel Filho.